# جو لايتون
جو لايتون (بالإنجليزية: Joe Layton)‏ هو منتج أفلام ومخرج أمريكي، ولد في 3 مايو 1931 في بروكلين في الولايات المتحدة، وتوفي في 5 مايو 1994 في كي ويست في الولايات المتحدة.

## وصلات خارجية
- جو لايتون على موقع IMDb (الإنجليزية)
- جو لايتون على موقع ميوزك برينز (الإنجليزية)
- جو لايتون على موقع أول موفي (الإنجليزية)
- جو لايتون على موقع قاعدة بيانات برودواي على الإنترنت (الإنجليزية)
- جو لايتون على موقع قاعدة بيانات الأفلام السويدية (السويدية)
- جو لايتون على موقع ديسكوغز (الإنجليزية)
- جو لايتون على موقع قاعدة بيانات الفيلم (الإنجليزية)
- جو لايتون على موقع كينوبويسك (الروسية)